# Ernesto Ocaña Odio
Ernesto Ocaña Odio  ( 1905 - 1983) fue un fotógrafo cubano que se dedicó al periodismo fotográfico.
Nacido en Santiago de Cuba inicio sus trabajos en los talleres de impresión y en 1929 se convirtió en ayudante de Moisés Hernández en el periódico "Diario de Cuba", dónde desarrollaría en mayor medida su trabajo como fotoperiodista hasta que tras la Revolución se incorporó al diario "Sierra Maestra".
Estuvo treinta años encargado de la fotografía en el Diario de Cuba que era el periódico más popular en Santiago. De ese modo la vida en Cuba en torno a la mitad del siglo XX es el tema central de su obra, aunque también existen imágenes en otros campos fotográficos. Entre sus reportajes más conocidos se encuentran los realizados en el Asalto al cuartel Moncada, el juicio a los asaltantes del mismo, el desembarco del Gramma y la muerte de Frank País.
Fue profesor en la Escuela de Periodismo de Oriente y recibió diversos premios y reconocimientos, entre los que destaca la "Orden por la Cultura Nacional" otorgada por el gobierno cubano en 1982.